# Horst Ehrmantraut
Horst Ehrmantraut (ur. 11 grudnia 1955 w Einöd) – niemiecki piłkarz występujący na pozycji obrońcy. Trener piłkarski.

## Kariera piłkarska
Ehrmantraut karierę rozpoczął jako junior w zespole SpVgg Einöd. W 1975 roku trafił do drugoligowego zespołu FC Homburg, gdzie spędził cztery lata. W 1979 roku przeszedł do pierwszoligowego Eintrachtu Frankfurt. W Bundeslidze zadebiutował 17 listopada 1979 roku w przegranym 0:1 meczu z VfL Bochum. W 1980 roku zdobył z zespołem Puchar UEFA.
W tym samym roku Ehrmantraut odszedł do Herthy BSC, grającej w 2. Bundeslidze. W 1982 roku awansował z nią do Bundesligi. 1 października 1982 roku w zremisowanym 3:3 spotkaniu z Bayerem 04 Leverkusen strzelił swojego jedynego gola w tej lidze. W 1983 roku spadł z klubem do 2. Bundesligi. Graczem Herthy był jeszcze przez dwa lata.
W 1985 roku Ehrmantraut wrócił do FC Homburg, nadal grającego w 2. Bundeslidze. W 1986 roku awansował z nim do Bundesligi, a w 1988 roku zakończył karierę.

## Kariera trenerska
Ehrmantraut karierę rozpoczął w 1990 roku w Blau-Weiss 90 Berlin, grającym w 2. Bundeslidze. Następnie prowadził inne drugoligowe drużyny, SV Meppen oraz Eintracht Frankfurt, z którym w 1998 roku awansował do Bundesligi. W lidze tej zadebiutował 14 sierpnia 1998 roku w przegranym 1:2 spotkaniu z MSV Duisburg. Szkoleniowcem Eintrachtu był do grudnia 1998 roku.
Potem Ehrmantraut trenował drugoligowy Hannover 96, a także dwukrotnie 1. FC Saarbrücken, z którym w 2004 roku awansował z Regionalligi Süd do 2. Bundesligi. Pracował tam do sierpnia 2005 roku.